# Зайцев, Сергей Леонидович
Серге́й Леони́дович За́йцев (род. 19 февраля 1969, Москва, РСФСР, СССР) — российский режиссёр, сценарист, продюсер, музыкант.

## Биография
Образование:
- 1989 — Государственное музыкальное училище им. Гнесиных.
- 1992 — Сценарные курсы при ВГИК.
- 1996 — Режиссёрское отделение Высших курсов сценаристов и режиссёров при РОСКОМКИНО (мастерская М. Туманишвили, В. Акимова и И. Класса).

В марте 2022 года подписал обращение в поддержку военного вторжения России на Украину (2022).

## Должности, звания
- Член Правления Союза кинематографистов России.
- Член Союза писателей России.
- Член-корреспондент Национальной Академии кинематографических искусств и наук России.
- Инициатор создания, директор и художественный руководитель киностудии «Русский путь».
- Президент киноклуба «Русский путь».
- Президент Международного кинофестиваля «Русское Зарубежье».
- Председатель Комитета по награждению Медалью имени Михаила Чехова.
- Председатель Оргкомитета Российской Национальной премии в области неигрового кино «Золотая Свеча».

## Награды
- Благодарность Президента Российской Федерации (2 мая 2024 года) — за заслуги в области культуры и искусства, многолетнюю плодотворную деятельность[2].
- Национальная премия «Имперская культура» имени Эдуарда Володина, 2022 [3].
- Орден Святого благоверного князя Даниила Московского III степени, 2021
- Почетный знак соотечественника Правительственной комиссии по делам соотечественников за рубежом (ПКДСР), 2016
- Почетный знак Всемирного координационного совета российских соотечественников, проживающих за рубежом (ВКСРС), 2021
- Золотая медаль имени Юрия Тарича Белорусского Союза кинематографистов за вклад в развитие национального кинематографа, 2022
- Епархиальная Памятная медаль Святителя и Чудотворца Николая Мирликийского «За усердные труды» (г. Новосибирск), 2016
- «Погибли за Францию», документальный фильм, 2003 год
- Премия Национальной Академии кинематографических искусств и наук России «Золотой орел» за лучший документальный фильм 2003 года
- Главный приз XII Международного кинофорума «Золотой Витязь», Калуга, 2003 год
- Приз газеты Союза кинематографистов России «Хрустальный глобус» на IX Международном кинофоруме «Сталкер», Москва, 2003 год
- Гран-при III Всероссийского фестиваля документальных фильмов «Бородинская осень», Можайск, 2008 год
- «Союзники. Верой и правдой!», документальный фильм, 2010 год
- Гран-при «Золотой меч» VIII Международного фестиваля военного кино им. Ю. Н. Озерова, Брянск, 2010 год
- Приз Американской ассоциации ветеранов и инвалидов Второй мировой войны из бывшего Советского Союза имени маршала Г. К. Жукова «Память сердца», Нью-Йорк, 2010 год
- Приз за лучшую просветительскую работу от телекомпании СГУ-ТВ на V Международном кинофестивале «Мир знаний», Санкт-Петербург, 2010 год
- Приз имени Романа Кармена VII Международного Фестиваля военно-патриотического фильма «Волоколамский рубеж» имени С. Ф. Бондарчука, Волоколамск, 2010 год
- Специальный приз IV Открытого фестиваля документального кино «Человек и война», Екатеринбург, 2010 год
- Третья премия VIII Международного благотворительного кинофестиваля «Лучезарный ангел», Москва, 2011 год
- Гран-при XX Международного кинофорума «Золотой Витязь», Курск, 2011 год
- Специальный приз VII Международного телерадиофестиваля «Победили вместе», Севастополь, 2011 год
- Специальный приз Международного кинофестиваля «Балфест», Пловдив, 2011 год
- Приз имени Сергея Говорухина «Жертвенное сердце» на XII Международном фестивале «Кинолетопись», Киев, 2013 год
- «Мой мастер Класс», документальный фильм, 2021 год
- Приз имени Александра Сидельникова за лучшую режиссуру, XXX МКФ «Золотой Витязь», Севастополь, 2021 год
- Специальный приз фестиваля документального кино стран СНГ «Евразия.DOC» за вклад в развитие интеллектуальной и эстетической документалистики, Смоленск-Минск, 2021 год
- Главный приз Кинофестиваля биографических фильмов, Москва, 2021 год
- Специальный приз жюри XVIII Международного фестиваля Сретенского православного кинофестиваля «Встреча». Обнинск, 2023 год
- Вторая премия XX Международного благотворительного кинофестиваля «Лучезарный Ангел». Москва, 2023 год
- Премия Гильдии киноведов и кинокритиков Союза кинематографистов России в номинации «Лучший неигровой фильм». Москва, 2023

## Творчество

### Режиссёр
- 1996 — «Лики Отечества», документальный фильм
- 1998 — «Змея», игровой фильм
- 2000 — «Под знаком Поздеева», документальный фильм
- 2003 — «Чаша», документальный фильм
- 2003 — «Погибли за Францию», документальный фильм
- 2005 — «Посольство на Таганском холме» («Великое посольство России»), документальный фильм
- 2006 — «Подводники», документальный фильм
- 2006 — «Порог сердца», документальный фильм
- 2009 — «Репетиция», документальный фильм
- 2010 — «Союзники. Верой и правдой!», документальный фильм
- 2012 — «Брянская повесть», документальный фильм
- 2021 — «Мой мастер Класс», документальный фильм
- 2023 — «Семья «Аэрофлот», документальный фильм (совместно с режиссёром Денисом Чуваевым)
- 2025 — «Дмитрий Кузнецов. Где гуляет душа обнаженной…», документальный фильм

### Продюсер
- 2004 — «Левша», мюзикл (автор проекта А. Шевцов, постановщик М. Корнев) — 3-я премия II международного театрального форума «Золотой витязь» — «Бронзовый Витязь»
- 2008 — «Мэрилин Монро, Энтони Куинн и другие: фабрика звезд Михаила Чехова», документальный фильм
- 2009 — «Не женское дело», документальный фильм
- 2009 — «Репетиция», документальный фильм
- 2010 — «18 секунд», документальный фильм
- 2010 — «ТУ» («Туполев»), документальный фильм
- 2010 — «Состояние момента», документальный фильм
- 2010 — «Союзники. Верой и правдой!», документальный фильм
- 2011 — «Жизнь — подарок», документальный фильм
- 2011 — «Толкай телегу к звездам», документальный фильм
- 2012 — «Русский триумф на чужбине. Пионер видеоэры инженер Понятов», документальный фильм
- 2012 — «Изо-брожения Арнштама», документальный фильм
- 2012 — «Александра Толстая. Цветок бессмертника», документальный фильм
- 2012 — «Незамеченное поколение Владимира Варшавского», документальный фильм
- 2013 — «Эмигрант Борис Зайцев», документальный фильм
- 2013 — «Художница. О Сестре Иоанне….», документальный фильм
- 2013 — «Федор Рожанковский. Ни дня без линии», документальный фильм
- 2013 — «Эхо», документальный фильм
- 2013 — «Как казаки мир покорили…», документальный фильм
- 2014 — «Борис Анреп. Мозаика судьбы», документальный фильм
- 2014 — «Юл Бриннер: душа бродяги», документальный фильм
- 2014 — «Захарий Аркус-Дантов. Русский „отец“ американской легенды», документальный фильм
- 2014 — «Наталья Парэн. Восприятие пространства», документальный фильм
- 2015 — «Яковлев и Шухаев. Арлекин и Пьеро», документальный фильм
- 2015 — «Гайто Газданов. Дорога на свет», документальный фильм
- 2015 — «Приидите, поклонимся…», документальный фильм
- 2015 — «Евгений Чириков. Изгнанник земли русской», документальный фильм
- 2016 — «Солженицын и Струве», документальный фильм
- 2017 — «Николай Окунев. Эмиграция в Византию», документальный фильм
- 2018 — «Противно должности своей и присяге не поступать», документальный фильм
- 2018 — «Некто по имени Добужинский», документальный фильм
- 2018 — «Русские в Ливане. Григорий Серов», документальный фильм
- 2018 — «Владимир Ипатьев. Химия жизни», документальный фильм
- 2018 — «Нобелевская регата профессора Леонтьева», документальный фильм
- 2019 — «Русский комикс Королевства Югославия», документальный фильм
- 2019 — «Александр Засс. Русский Самсон», документальный фильм
- 2020 — «Восток и Запад Юрия Завадовского», документальный фильм
- 2020 — «Константин Коровин. Палитра слова», документальный фильм
- 2021 — «Я ниоткуда, и нигде мой дом… Ларисса Андерсен», документальный фильм
- 2021 — «Земля и Солнце Всеволода Стратонова», документальный фильм
- 2021 — «Мой мастер Класс», документальный фильм
- 2022 — «Деникинъ», документальный фильм
- 2022 — «Устинов об Устинове. Всего искусства мало», документальный фильм
- 2022 — «Даниил Соложев. Послесловие к биографии», документальный фильм
- 2023 — «Бунинъ», документальный фильм
- 2023 — «Русский балет в Сербии. Тамара Полонская», документальный фильм
- 2023 — «Генерал Пушкин», документальный фильм
- 2024 — «Посмертие Альберта Бенуа», документальный фильм
- 2024 — «Владимир Красовский. Русская звезда на Босфоре», документальный фильм
- 2024 — «Уфа и мир Давида Бурлюка», документальный фильм
- 2025 — «Высокое небо Аллы Дюмениль», документальный фильм
- 2025 — «Вспоминая русский Харбин…», документальный фильм
- 2025 — «Дмитрий Кузнецов. Где гуляет душа обнаженной…», документальный фильм
- 2025 — «Быть Василием Зеньковским», документальный фильм